# Микробиота
Микробио́та (лат. Microbióta) — род хвойных кустарников семейства Кипарисовые (Cupressaceae). Состоит из единственного вида Микробио́та перекрёстнопа́рная (лат. Microbióta decussáta), встречающегося на южных и западных склонах Сихотэ-Алиня на Дальнем Востоке России. Является единственным в России эндемичным родом голосеменных растений.
Микробиота перекрёстнопарая внесена в Красную Книгу России как вид, сокращающийся в численности.

## Исторические сведения и название

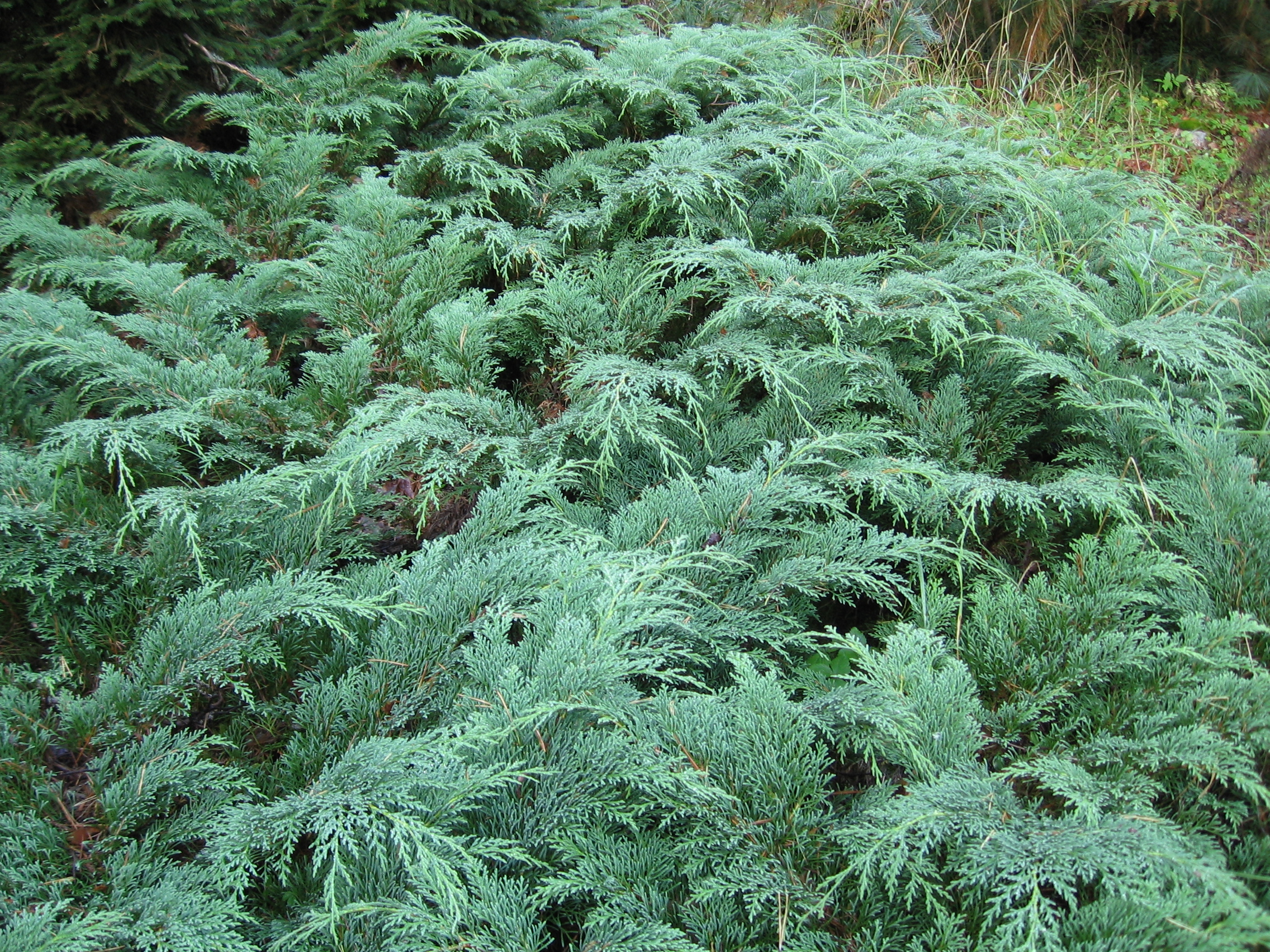
Микробиота перекрёстнопарая

Микробиота была открыта для научного сообщества в 1921 году дальневосточным ботаником Иваном Кузьмичом Шишкиным на горе Хуалаза (ныне известной как Криничная) на юге нынешнего Приморского края, приблизительно на полпути от Владивостока к Находке во время Сучанской ботанической экспедиции. Однако Шишкин посчитал, что найденные им растения являются можжевельником ложноказацким (Juniperus pseudosabina). В 1923 году академик Владимир Леонтьевич Комаров изучил гербарные образцы экспедиции и понял, что Шишкин ошибся, и это неизвестное до этого растение, наиболее близкое к встречающемуся гораздо южнее в Китае плосковеточнику восточному (Platycladus orientalis), также известному как «биота». Из-за небольшого размера нового растения Комаров назвал его микробиотой, то есть маленькой биотой. Эпитет «перекрёстнопарая» относится к расположению чешуй как у листвы, так и у женских шишек.
Из-за политической и научной изолированности Советского Союза микробиота была практически неизвестна на западе на протяжении нескольких десятилетий.
На языке коренных жителей Сихотэ-Алиня удэгейцев микробиота называется «курумкуринда», что переводится как «подушка на осыпи».

## Ботаническое описание

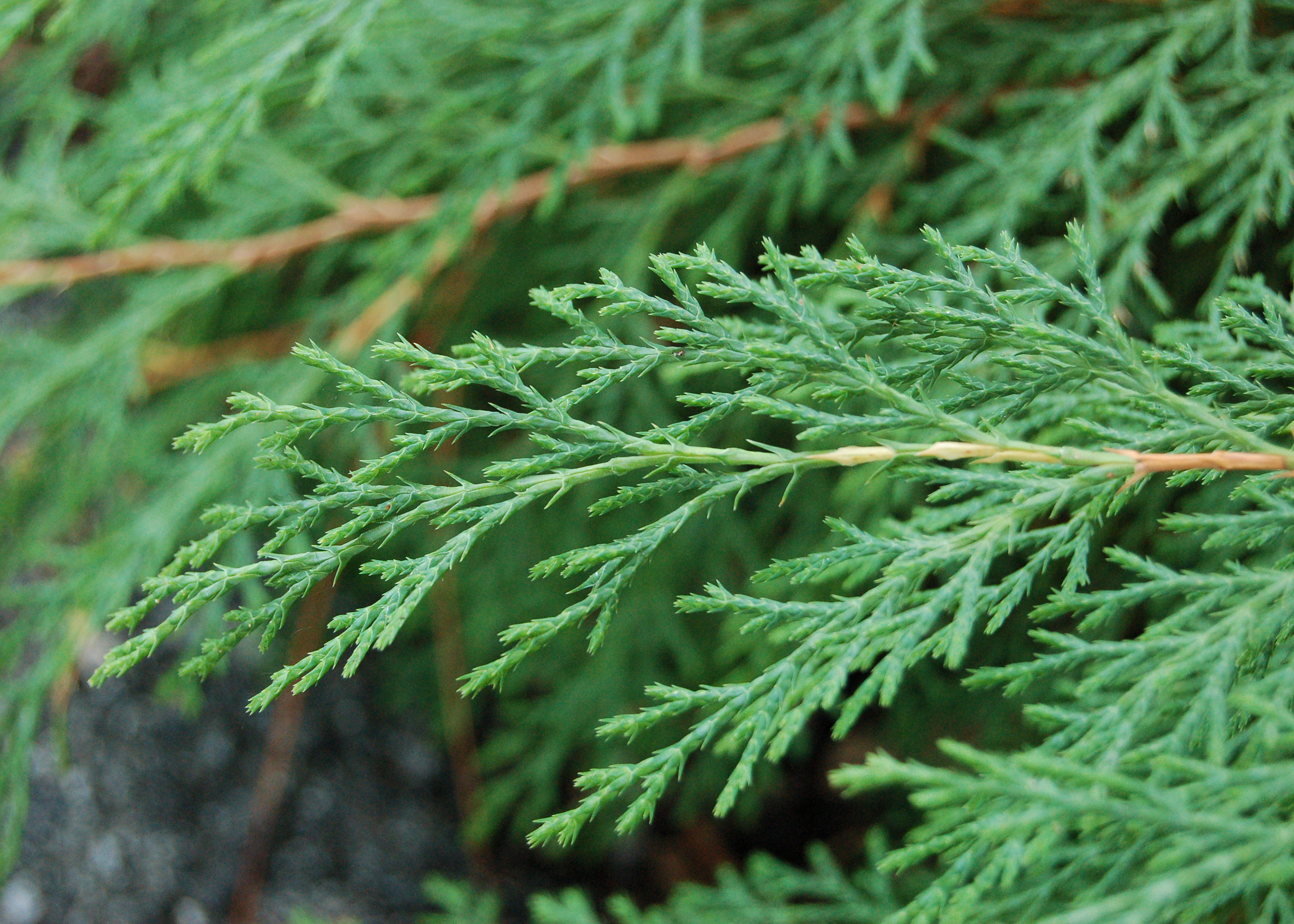
Хвоя микробиоты

Вечнозелёный кустарник со стелющимися или приподнимающимися ветвями. В благоприятных условиях достигает более метра в высоту и нескольких метров в диаметре, часто образуя сплошной практически непреодолимый ковер.
Ветви уплощённые, кора коричневая. При соприкосновении ветвей с почвой иногда укореняются. Корни тонкие и густо ветвящиеся.
Хвоя обычно чешуевидная, овальной формы, около 2 мм в длину, хотя на внутренних затенённых побегах иногда бывает и игловидной.
Семя бурое, овальное, с заостренной верхушкой, гладкое, бескрылое, 3—4 см длины. Возобновляется семенами.
Зимой микробиота находится под снегом, и её хвоя буреет.
Микробиота является однодомным растением. Однако шишки встречаются редко и неравномерно. В частности, В. Л. Комаров имел доступ только к мегастробилам (женским шишкам), из чего сделал вывод о двудомности растения. Опровержение было опубликовано только в 1963 году.
Мегастробилы до 6 мм в длину и 3 мм в ширину, имеют две (реже четыре) сухие открывающиеся чешуи (что отличает микробиоту от можжевельника). Несут почти всегда только одно коричневое овальное бескрылое семя. Опыление происходит в конце весны, созревание семян — в конце лета или начале осени.
Растёт медленно, годовой прирост конечных побегов у взрослых растений редко достигает 5—7 см. Известно об экземплярах возрастом до 100 лет.

## Распространение и экология
Микробиота произрастает в Приморском и Хабаровском краях России, на западе и юге Сихотэ-Алиня, более-менее непрерывно от бассейна реки Партизанской до левобережья реки Анюй, на территории около 70,000 км². Встречается на высотах от 30 до 1600 м над уровнем моря, но предпочитает хорошо дренированные каменистые почвы на гольцах и их южных склонах на границе леса и выше, на высоте 700—1000 м.
В лесу растет в ассоциациях с пихтой белокорой (Abies nephrolepis), елью аянской (Picea jezoensis), сосной корейской (Pinus koraiensis), клёном жёлтым (Acer ukurunduense), ольхой Максимовича (Alnus maximowiczii), берёзой Эрмана (Betula ermanii) и рябиной амурской (Sorbus pohuashanensis), выше — с можжевельником даурским (Juniperus davurica), кедровым стлаником (Pinus pumila) и рододендроном остроконечным (Rhododendron mucronulatum).
Климат в районе произрастания микробиоты суровый: часты сильные ветры, зимой возможны морозы до −40 °C.
Летом часты пожары, которые микробиота неплохо переносит, а семена дают хорошие всходы на гарях. Может размножаться черенками.
Довольствуется тощими каменистыми почвами и суровыми условиями произрастания на гольцах.

## Значение и применение
Местным населением ветви употребляются для приготовления хвойных ванн, при лечении ревматизма. Микробиота очень декоративна и, как показал многолетний опыт Дальневосточного ботанического сада на ст. Океанской близ Владивостока, с успехом может быть использована для посадки на горках. За пределами естественного ареала малоизвестна. В литературе есть сведения об опытах её культуры в Хабаровске, Ленинграде и Ташкенте.

## Классификация
Относится к семейству Кипарисовые (Cupressaceae) порядка Сосновые (Pinales). Следуя описавшему растение В. Л. Комарову, обычно выносится в отдельный род Microbiota. Тем не менее время от времени появляются предложения об объединении микробиоты и близкородственного рода Platycladus (Платикладус, или Биота) в один.
Другим близким к микробиоте родом является Тетраклинис (Tetraclinis), распространенный в западном Средиземноморье.

## Охрана и культивирование

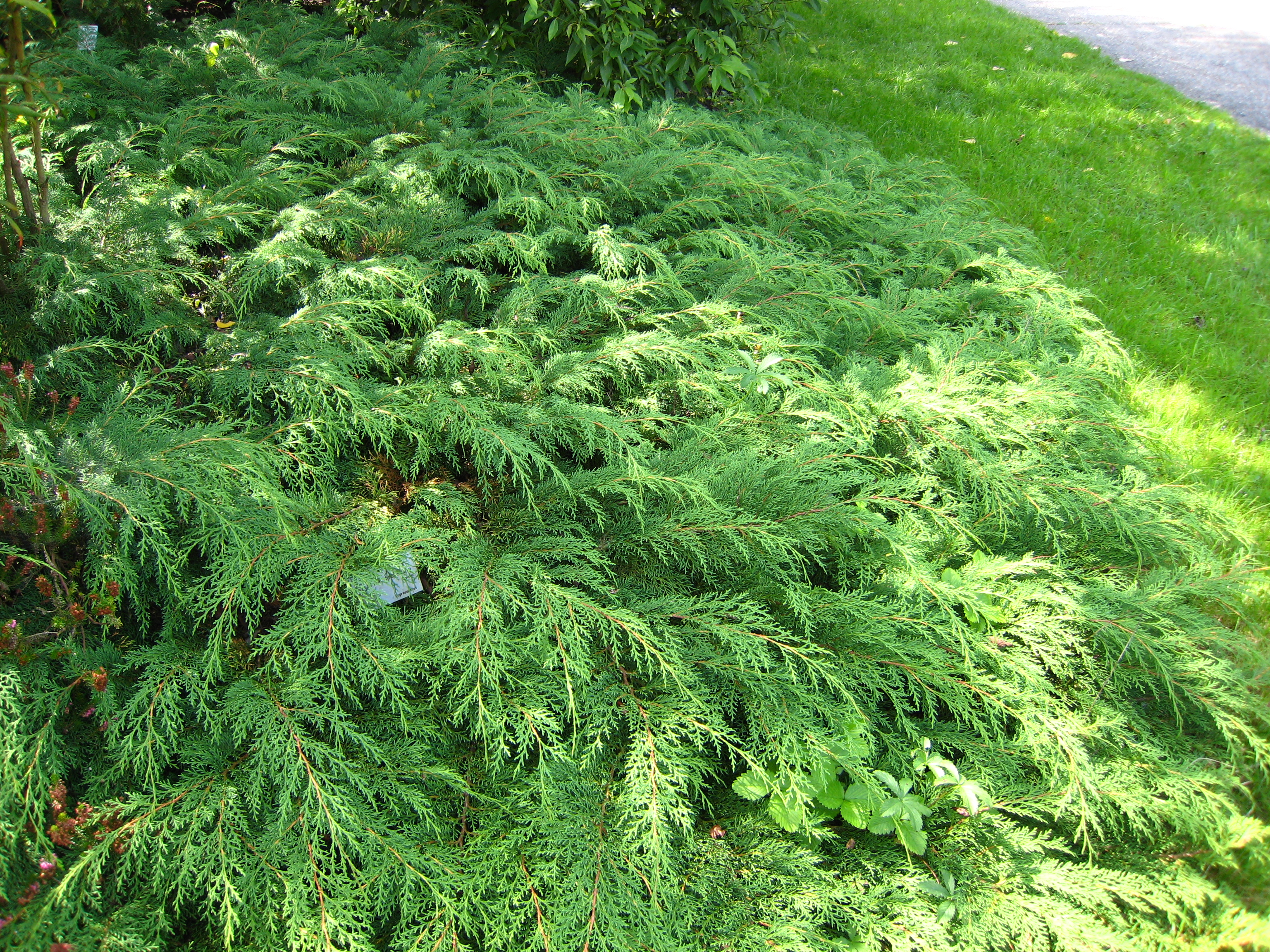
Микробиота в Дендрарии Шеврёлу

Микробиота внесена в Красную книгу России со статусом 2 (вид, сокращающийся в численности). Также находится в Красных книгах Приморского и Хабаровского краёв как угрожаемый вид. Лимитирующими факторами указываются неспособность семян распространяться на значительные расстояния и лесные пожары. Предлагается организация заказника на горе Криничной Шкотовского района Приморского края.
Несмотря на вышесказанное, в Красной книге Международного союза охраны природы микробиота упомянута как вид, вызывающий наименьшие опасения, так как её ареал больше максимального установленного для уязвимых видов, она встречается в основном в удаленных от хозяйственной деятельности человека районах, и нет свидетельств об уменьшении численности.
До 60-х годов XX века в культуре микробиота практически не встречалась, за исключением нескольких основных ботанических садов СССР. С тех пор приобрела некоторую популярность как декоративный кустарник в районах с прохладным климатом, в том числе в Европейской части России.
Зоны морозостойкости: от 3 до более тёплых. В Санкт-Петербурге микробиота зимостойка, в 11-летнем возрасте высота растений около 40 см, размер кроны 0,7×0,55 м.
Микробиота светолюбива, пересыхания почвы не переносит. Прирост 10—30 см в год. Продолжительность жизни 250—300 лет. Зимой листья становятся бронзово-коричневыми, на вид совершенно мёртвыми. Хорошо размножается черенкованием. Высаживать рекомендуется с заглублением корневой шейки на 1,5—2 см.